# Relaciones Estonia-Venezuela
Las relaciones Estonia-Venezuela se refieren a las relaciones internacionales que existen entre Estonia y Venezuela.

## Historia
Estonia estuvo entre los 28 países de la Unión Europea que desconocieron los resultados de las elecciones de la Asamblea Nacional Constituyente de Venezuela de 2017
 Estonia también desconoció los resultados de las elecciones presidenciales de Venezuela de 2018, donde Nicolás Maduro fue declarado como ganador.[cita requerida]
En 2019, durante la crisis presidencial de Venezuela, Estonia reconoció a Juan Guaidó como presidente de Venezuela.